# Lac les Vannades
Le lac les Vannades est un plan d'eau situé en France à l'est de la ville de Manosque dans les Alpes-de-Haute-Provence.
Le site est ouvert à la baignade en été, avec présence de maitres-nageurs sauveteurs. La qualité de l'eau est contrôlée toutes les deux semaines.
La pêche dans le plan d'eau fait l'objet d'une expérimentation, sous l'égide de l'Agence française pour la biodiversité, afin d'évaluer les populations de poissons présentes et de contenir les espèces indésirables.